# Festivalul Internațional de Film Fantastic de la Avoriaz din 1983
Festivalul Internațional de Film Fantastic de la Avoriaz din 1983 (în franceză Festival international du film fantastique d'Avoriaz 1983) a fost a 11-a ediție a Festivalului Internațional de Film Fantastic de la Avoriaz. A avut loc în Alpii francezi (în stațiunea Avoriaz) în ianuarie 1983.
Filmul Cristalul întunecat regizat de Jim Henson și Frank Oz a primit Marele premiu (Grand prix) al festivalului.

## Juriu
- George Miller (președinte)
- Jean-Jacques Annaud
- Luis García Berlanga
- Claude Bolling
- Samuel Fuller
- Dayle Haddon
- Marthe Keller
- Gérard Oury
- Alan J. Pakula
- Pierre-Jean Remy
- Claude Rich
- Ingrid Thulin
- Claude Verlinde
- Andréas Voutsinas

## Selecție

### În competiție
- Androïde (Android) de Aaron Lipstadt ( Statele Unite ale Americii)
- The Appointment de Lindsey C. Vickers ( Regatul Unit)
- La Belle Captive de Alain Robbe-Grillet ( Franța)
- Le Camion de la mort (Warlords of the 21st Century) de Harley Cokeliss (Format:Noua Zeelandă)
- Dark Crystal (The Dark Crystal) de Jim Henson et Frank Oz ( Statele Unite ale Americii /  Regatul Unit)
- Dar l'Invincible (The Beastmaster) de Don Coscarelli ( Statele Unite ale Americii /  RFG)
- Le Démon dans l'île de Francis Leroi ( Franța)
- Le Dernier Combat de Luc Besson ( Franța)
- Des endroits sensibles (Czule miejsca) de Piotr Andrejew ( Polonia)
- L'Emprise (The Entity) de Sidney J. Furie ( Statele Unite ale Americii)
- Espèce en voie de disparition (Endangered Species) de Alan Rudolph ( Statele Unite ale Americii)
- Horror Star (Frightmare) de Norman Thaddeus Vane ( Statele Unite ale Americii)
- Le Manoir de la peur (House of the Long Shadows) de Pete Walker ( Regatul Unit)
- The Imp (Xiong Bang) de Dennis Yu ( Hong Kong, China)
- Kamikaze 1989 de Wolf Gremm ( RFG)
- Phobia de John Huston ( Canada /  Statele Unite ale Americii)
- Rêves sanglants (The Sender) de Roger Christian ( Regatul Unit)
- Tygra, la glace et le feu (Fire and Ice) de Ralph Bakshi ( Statele Unite ale Americii)
- Le Vampire de Ferat (Upír z Feratu) de Juraj Herz ( Cehoslovacia)

### În afara competiției
- Faster, Pussycat! Kill! Kill! de Russ Meyer ( Statele Unite ale Americii)
- Les Légendes de Sayo (Tôno monogatari) de Tetsutarō Murano ( Japonia)[3]
- Mad Max (versiunea integrală) de George Miller ( Australia)
- Meurtres en 3 dimensions (Friday the 13th part III) de Steve Miner ( Statele Unite ale Americii)
- Le Prix du danger de Yves Boisset ( Franța /  Iugoslavia)
- Rottweiler - 3D (Dogs of Hell) de Worth Keeter ( Statele Unite ale Americii)
- Saturday the 14th de Howard R. Cohen ( Statele Unite ale Americii)
- Ténèbres (Tenebrae) de Dario Argento ( Italia)

## Premii
- Marele premiu (Grand prix): Dark Crystal de Jim Henson și Frank Oz
- Premiul special al juriului (Prix spécial du jury): Le Camion de la mort de Harley Cokeliss și Le Dernier Combat de Luc Besson
- Prix d'interprétation: Barbara Hershey în L'Emprise de Sidney J. Furie
- Prix du suspense: Le Démon dans l'île de Francis Leroi
- Premiul criticii (Prix de la critique): Le Dernier Combat de Luc Besson
- Antenne d'or: Dar l'Invincible de Don Coscarelli și L'Emprise de Sidney J. Furie